# Volo Aeroflot 512
Il volo Aeroflot 512 era un volo passeggeri di linea internazionale da Amman, Giordania, a Mosca, Unione Sovietica, con scali intermedi a Beirut, Libano, e a Erevan, RSS Armena. Il 30 giugno 1973, un Tupolev Tu-134A operante il volo uscì di pista durante il decollo da Amman e si schiantò in un edificio residenziale. Le vittime furono in totale 9: due membri dell'equipaggio e sette residenti nella struttura coinvolta.

## L'aereo
Il velivolo coinvolto era un Tupolev Tu-134A, marche CCCP-65668, numero di serie 1351306, numero di linea 13-06. Volò per la prima volta nel 1971 e venne consegnato ad Aeroflot, compagnia sovietica, che lo trasferì nella sezione armena nello stesso anno. Era equipaggiato con 2 motori turboventola Aviadvigatel' Solov'ëv D-30. Al momento dell'incidente, l'aereo aveva circa due anni e aveva accumulato 2 822 ore di volo.

## L'equipaggio
L'aereo era pilotato dall'equipaggio della 279ª unità di volo, la sua composizione era la seguente:
- Comandante dell'aereo (PIC) - Karapet Hamazaspovich Koshtoyan.
- Secondo pilota  - Lavrik Surenovich Manukyan.
- Navigatore - Faraone Grigorievich Ambartsumyan.
- Meccanico - Hrachik Mkrtichevich Amirbekyan.
- Operatore radio - Grant Grigorievich Geghamyan.
- Ispettore - Ernik Mukuchevich Grigoryan (vice comandante dell'unità di volo).

L'assistente di volo Svetlana Avakovna Manučarova serviva i passeggeri nella cabina dell'aereo.

## L'incidente
Il Tu-134A marche USSR-65668 avrebbe dovuto eseguire il volo SU-512 da Amman a Mosca con scali intermedi a Beirut e Erevan; oltre a 7 membri dell'equipaggio, c'erano 78 passeggeri a bordo: 66 adulti e 12 bambini.
Ad Amman il tempo era sereno, soffiava un vento moderato da ovest, la visibilità era di oltre 10 chilometri; nella città in quelle ore era visibile un'eclissi solare incompleta. L'aereo era controllato dall'ispettore Grigoryan (era al posto del PIC) e il PIC Koshtoyan era al posto del copilota. Alle 13:37, l'equipaggio iniziò la corsa di decollo dalla pista 24. Il Tu-134 raggiunse la velocità V1 (252 km/h), e quindi VR (260 km/h), come riportato dal navigatore. Dopodiché Grigoryan, ad una velocità di 265 chilometri all'ora, iniziò a far alzare il muso dell'aereo agendo sugli equilibratori. Subito dopo vide che la velocità indicata dell'aereo era rapidamente scesa da 265 a 240 km/h, quindi esclamò: "Cos'è questo!" e dopo pochi secondi: "Malfunzionamento del motore!". Decise di conseguenza di interrompere il decollo. A 500-550 metri dalla fine della pista, i piloti iniziarono a frenare.
Percorrendo ciò che rimaneva della superficie asfaltata, il volo SU-512 uscì di pista e cadde lungo un ripido pendio abbattendo alberi e pali. Poi, a 290 metri dalla fine della pista, si schiantò contro una casa a un piano in cemento armato e si fermò. La fusoliera si spezzò in tre parti e la cabina di pilotaggio finì nell'edificio. Il carrello di atterraggio collassò. La casa venne completamente distrutta. Un piccolo incendio scoppiò nella parte dei bagni, ma i servizi di emergenza ci misero poco a spegnerlo. Nello schianto morirono 2 membri dell'equipaggio (navigatore e operatore radio), e i 7 residenti della casa: 3 adulti e 4 bambini.

## Le indagini
L'inchiesta permise di appurare che entrambi i motori funzionavano normalmente. Anche se uno dei motori avesse smesso di funzionare, la velocità non sarebbe diminuita ma avrebbe continuato a crescere solo più lentamente. La commissione d'inchiesta rilevò che l'osservazione del pilota nel calcolare la velocità potrebbe essere derivata da una percezione soggettiva errata. Aveva deciso di decollare a una velocità leggermente superiore a quella necessaria, quindi di sollevare il muso a circa 270-275 km/h. Poiché la velocità era inferiore, ebbe l'impressione che fosse diminuita. Sapendo che non era rimasta molta pista e sapendo del pendio alla fine, dovette prendere una decisione rapida sotto pressione. Concluse che il calo di velocità era dovuto a un guasto al motore e interruppe il decollo. Durante la frenata venne utilizzato solo l'impianto frenante principale e non quello di emergenza.
Il consiglio osservò anche che l'eclissi parziale osservata ad Amman al momento dell'incidente potrebbe aver contribuito all'incidente. La variazione dell'intensità della luce potrebbe aver influenzato lo stato psicofisico dell'istruttore al momento del processo decisionale. In particolare, gli esperti affermarono che tali particolari condizioni ambientali possono cambiare il livello del tono generale del corpo, in particolare il sistema muscolare. Un cambiamento nei fattori di luce accompagna un cambiamento nel tono muscolare, che porta l'attività a un livello leggermente diverso. Le azioni eseguite in queste condizioni possono essere meno adeguate ai requisiti della situazione.